# Velký Strahovský Stadion
Il Grande Stadio di Strahov (in ceco Velký strahovský stadion) è un impianto sportivo di Praga, ubicato nel quartiere di Strahov nella parte occidentale della collina di Petřín ed è raggiungibile con la funicolare di Petřín, che collega la sommità della collina a Malá Strana. Attualmente è utilizzato per concerti e per gli allenamenti della squadra di calcio dello Sparta Praga.

## Costruzione
Velký Strahovský è il secondo più capiente impianto sportivo del mondo dopo Indianapolis Motor Speedway.
Fu costruito nel 1926, inizialmente con le gradinate di legno, sostituite da gradinate di cemento nel 1932 ed è stato ampliato e rimodernato nel 1948 e nel 1975. Il terreno, che misura 62876 m², è circondato da tribune ai quattro lati.
Nel piazzale dello stadio sono presenti due grandi torri di ventilazione, che estraggono i gas di scarico dello Strahovský Tunnel, il grande tunnel stradale che attraversando la collina passa proprio sotto lo stadio.
Alle spalle della tribuna est dello stadio si trova un complesso di alloggi per gli studenti dell'Università Tecnica Ceca di Praga.

## Storia
Lo stadio venne costruito dopo la prima guerra mondiale in seguito alla costituzione dello stato cecoslovacco per ospitare gli Slety delle associazioni dei Sokol. Gli Slety (slet al singolare) sono grandi riunioni di massa di ginnasti, altamente scenografiche, nei quali decine di migliaia di partecipanti eseguono esercizi ginnici seguendo una coreografia al ritmo di musiche popolari tradizionali ceche.

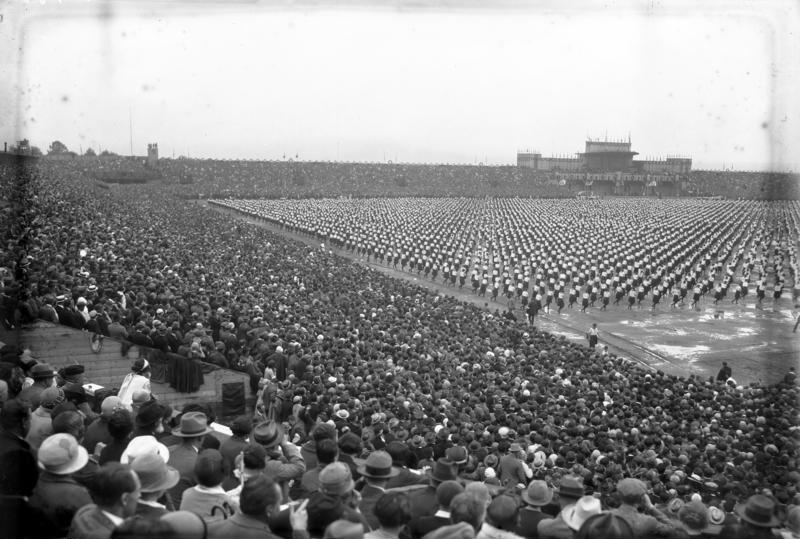
Slet del 1932.

Lo Slet del 1938 che arrivò a radunare 500.000 partecipanti venne svolto nel mese di giugno in un contesto di nazionalismo esasperato a causa della situazione politica internazionale e della minaccia nazista. 
Dopo la seconda guerra mondiale, durante l'epoca comunista, lo stadio venne utilizzato per le grandi manifestazioni del regime, con migliaia di ginnasti e ballerini che eseguivano complessi esercizi accompagnati da musiche folkloristiche tradizionali e da inni del regime. I gruppi di ginnasti venivano messi insieme e preparati dalle organizzazioni giovanili del Partito Comunista di Cecoslovacchia, quali i Pionýr e l'Unione della Gioventù Cecoslovacca, che avevano sostituito le associazioni dei Sokol che erano state inglobate nelle strutture del regime; i partecipanti venivano regolarmente addestrati per l'esibizione durante tutto l'anno che precedeva l'evento.

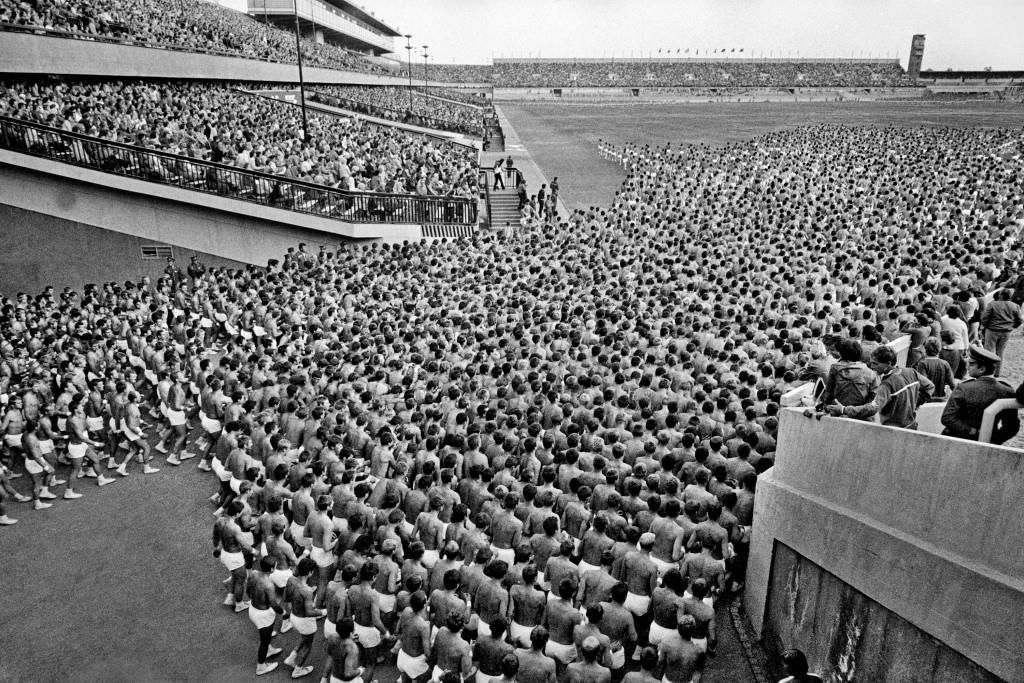
Spartakiad nel 1980 allo stadio Great Strahov.

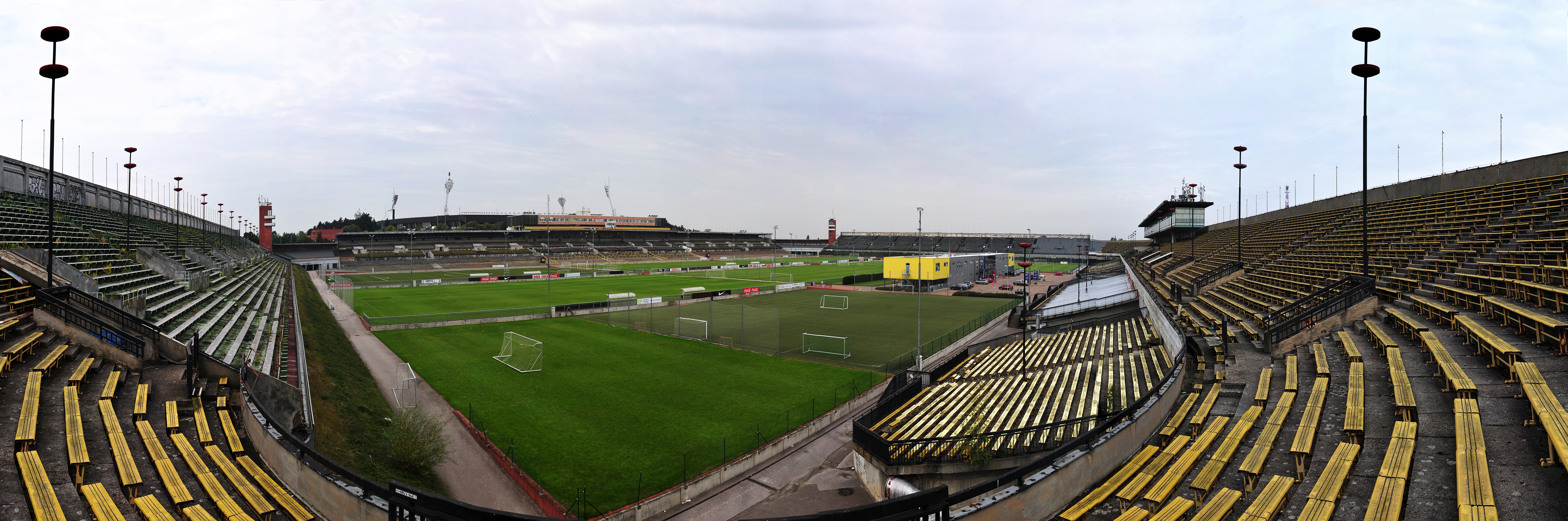
Il grande stadio Strahov da sud-est

Tali manifestazioni, denominate Spartachiadi, venivano svolte regolarmente ogni cinque anni; la prima di queste manifestazioni venne svolta nel 1955, 10º anniversario dell'ingresso dell'Armata Rossa in Cecoslovacchia. Altre Spartachiadi vennero svolte nel 1960 e nel 1965. Le Spartachiadi del 1970 non vennero svolte in quanto il 21 agosto 1968 l'invasione sovietica aveva posto fine alla Primavera di Praga e, nel timore che a solo due anni dall'invasione una grande riunione di massa avrebbe potuto favorire una grande manifestazione contro il regime, la spartachiade venne cancellata. Le Spartachiadi ripresero nel 1975 seguite da quelle del 1980 e del 1985. Le Spartachiadi del 1990, che si svolsero pochi mesi dopo la rivoluzione di velluto di Václav Havel, che nel 1989 aveva posto fine al regime comunista, vennero celebrate in tono minore rispetto alla consuetudine, con l'assenza di molte categorie e soprattutto dei ginnasti slovacchi e l'evento nell'occasione venne spostato nel vicino Stadion Evžena Rošického.
Dal 1990 lo stadio viene occasionalmente usato per concerti. Attualmente viene utilizzato come centro sportivo dallo Sparta Praga con all'interno sette campi di calcio dalle misure regolamentari, di cui uno in erba sintetica, e un campo di futsal in erba sintetica.

## Stadion Evžena Rošického
Lateralmente alla tribuna Ovest dello stadio è stato edificato nel 1935 un impianto sportivo multiuso, ora di proprietà della ČMFS (Českomoravský fotbalový svaz) la Federazione calcistica ceca, ribattezzato dopo la guerra Stadion Evžena Rošického, con una capacità di 20000 spettatori, il cui terreno di gioco è circondato da una pista di atletica; i due impianti, separati da una strada ora denominata Zátopková e dedicata alla memoria di Emil Zátopek, sono a loro volta collegati tra loro da una galleria sopraelevata. Lo stadio, che nel 1978 è stato il teatro principale dei campionati europei di atletica leggera ha più volte ospitato incontri di calcio della nazionale ceca e varie finali della Coppa della Repubblica Ceca. L'impianto, a partire dagli anni novanta, è stato a lungo utilizzato dallo Slavia Praga, prima della costruzione del nuovo Stadio Eden ed è l'attuale terreno di gioco delle partite casalinghe della squadra del Bohemians Praga.

## Concerti

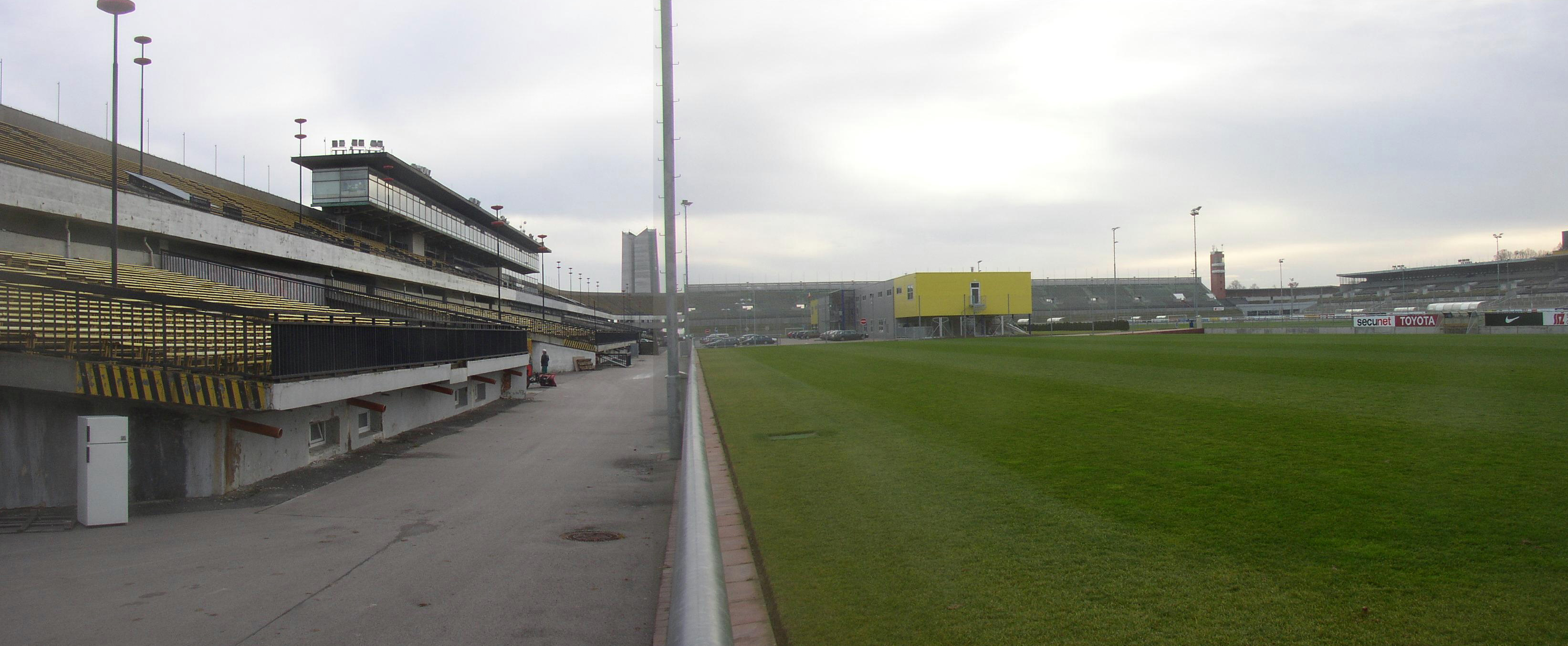
L'interno dello stadio.

Nel Velký Strahovský Stadion occasionalmente vengono svolti concerti:
- Rolling Stones - 18 agosto 1990 (100.000 spettatori) e 5 agosto 1995 (227.000 spettatori)
- Guns N' Roses - 20 maggio 1992
- Bon Jovi - 4 settembre 1993
- Aerosmith - 27 maggio 1994
- Pink Floyd - 7 settembre 1994 (115.000 spettatori)
- U2 - 14 agosto 1997
- AC/DC - 12 giugno 2001 (25.000 spettatori)
- Ozzfest - 30 maggio 2002, con gli Slayer e Ozzy Osbourne (30.000 spettatori)

## Il futuro dello stadio
Dopo la separazione della Cecoslovacchia lo stadio è stato abbandonato deteriorandosi rapidamente e ne era stata anche ipotizzata la demolizione, fin quando è stato affidato alla municipalità di Praga che lo ha utilizzato per farne il centro sportivo dello Sparta Praga.
Negli ultimi dieci anni numerosi studi hanno esaminato le possibilità di riutilizzazione e conservazione di questa struttura unica. Esistono dei progetti per trasformare il mastodontico complesso dello stadio in una zona commerciale completa di alberghi, ristoranti e negozi. Un'altra ipotesi è quella di trasformare l'area in una "mecca del tempo libero per il XXI secolo". C'erano anche dei progetti per ricostruire l'area come un villaggio olimpico nel caso che la città di Praga fosse riuscita ad ottenere l'organizzazione dei giochi olimpici del 2016 poi assegnati a Rio de Janeiro.